# 江东街道 (重庆市)
江东街道，是中华人民共和国重庆市涪陵区下辖的一个乡镇级行政单位。

## 行政区划
江东街道下辖以下地区：
群沱子社区、插旗社区、黄桷嘴社区、菜场社区、文峰村、营盘村、朝阳村、稻庄村、凉水村、金桃村、七龙村、青云村、太阳村、天福村、御泉村、辣子村、新梨村、磨溪村和铁场村。